# Tashi Namgyal (Ladakh)
Tashi Namgyal was een koning uit de Namgyal-dynastie van Ladakh. Hij regeerde over Ladakh van 1555 tot 1575. Hij werd opgevolgd door Tsewang Namgyal.
Tashi Namgyal lukte het om de meeste Aziatische indringers uit Ladakh te drijven. Hij bouwde een fort op de top van de berg Namgyal.